# Wiking-Jugend
Wiking-Jugend, Viking Ungdom, var en tysk nynazistisk barn- och ungdomsorganisation utformad likt Hitlerjugend. När Sozialistische Reichspartei (SRP) förbjöds 1952 kort efter dess grundande 1949 tillsammans med den motsvarande ungdomsorganisationen Reichsjugend gick dess medlemmar under jorden. Medlemmarna slog sig så småningom samman med personer från Vaterländischer Jungenbund och  Deutsche Unitarier-Jugend, andra organisationer som också förbjudits, och bildade Wiking-Jugend 1952.
Organisationens symbol var en örn på röd bakgrund. Rörelsen började i Aachen-området men verksamheten var inte enbart begränsad till Tyskland, de hade även avdelningar i Spanien, Nederländerna, Storbritannien, Schweiz, Australien och Nya Zeeland. Vid sin höjdpunkt hade Wiking-Jugend mellan 400 och 500 medlemmar. Viktiga personer inom rörelsen var bland andra Wolfgang Nahrath och Frank Rennicke.
Organisationens säte var Stolberg till 1991, därefter Berlin till 1994 då organisationen förbjöds.